# Globigerinoidea
Globigerinoidea, tradicionalmente denominada Globigerinacea, es una superfamilia de foraminíferos planctónicos del suborden Globigerinina y del orden Globigerinida. Su rango cronoestratigráfico abarca desde el Eoceno hasta la Actualidad.

## Discusión
Clasificaciones posteriores han incluido en Globigerinoidea a las familias Turborotalitidae, Globorotaliidae, Pulleniatinidae y Neoacarininidae, cuyos taxones han sido tradicionalmente incluidos en la superfamilia Globorotalioidea. Estas mismas clasificaciones han incluido a las familias Praehedbergellidae, Hedbergellidae y Rotaliporidae, cuyos taxones han sido tradicionalmente incluidos en la superfamilia Rotaliporoidea, y a las familias Globotruncanidae, Globotruncanellidae y Rugoglobigerinidae, cuyos taxones han sido tradicionalmente incluidos en las superfamilia Globotruncanoidea.

## Clasificación
Globigerinoidea incluye a las siguientes familias y subfamilias:
- Familia Globigerinidae
  - Subfamilia Globigerininae
  - Subfamilia Porticulasphaerinae
  - Subfamilia Orbulininae
- Familia Hastigerinidae

Otras familias consideradas en Globigerinoidea son:
- Familia Globigerinellidae
- Familia Orbulinidae
- Familia Porticulasphaeridae
- Familia Sphaeroidinellidae
- Familia Globigerinatellidae